# Miss Lizzie Nelson
Ivy Elizabeth Forbes Brooks, connue sous son surnom de Miss Lizzie Nelson, née en décembre 1922 à Bluefields et morte le 2 mai 2021 au même lieu, est une professeure de danse créole afro-nicaraguayenne (en). Elle est célèbre pour avoir fait revivre la fête de mai connue sous le nom de Palo de Mayo (en).

## Biographie
Forbes naît en décembre 1922 dans une famille de musiciens du quartier de Cotton Tree, et sa mère est danseuse dans un groupe britannique. Elle s'intéresse très tôt à la danse. Après avoir enseigné la danse pendant un temps sur la côte atlantique nord du Nicaragua, elle revient à Bluefields et s'indigne de ce qu'elle perçoit comme la vulgarité excessive du Palo de Mayo actuel. Dès 1966, elle se consacre à faire revivre la forme traditionnelle de cette fête de mai. En 2011, le gouvernement la décore du titre de Trésor humain de la culture nicaraguayenne. Elle part en tournée au Costa Rica, au Mexique, en Chine et à Taïwan. Elle meurt le 2 mai 2021 dans sa ville natale.

## Publications
- (es) Elizabeth Nelson Forbes, Memorias de Miss Lizzie, danzas, musica y tradiciones de Bluefields, Managua, Instituto Nicaragüense de Cultura, avril 2011 (ISBN 978-99924-30-47-7)